# Honda Z50RD
El Honda Z50RD, también conocido como el  Especial de Navidad o la Edición Chrome, es un todo-cromado Honda Z serie minibike presentado en 1986. Una edición limitada del Honda Z50R, es considerado difícil de conseguir.

## Especificaciones
El Z50RD tiene las mismas especificaciones que el 1986 Honda Z50R: un motor de 49 cc con un solo pistón, transmisión de tres velocidades, y frenos de tambor. La característica distintiva del Z50RD es que la mayoría de sus partes visibles —incluyendo el tanque de combustible, fenders, agota, tenedores, marco, ruedas, y los manillares—son cromados. Las llantas, y las partes del motor que no son cromadas, son abrillantado y claro-coated.

## Historia
Z50RDs fue fabricado en julio o agosto 1986, y embarcados a los comercios Honda en diciembre. El total combinado de Z50Rs y Z50RDs embarcado por Honda en 1986 era 11,652, pero el número total solo del Z50RDs es desconocido. Tampoco se sabe que cantidad de Z50RDs se les permitió adquirir a los comerciantes, pero algunos coleccionistas creen que cada comerciante podría comprar 2;  había 805 comerciantes de Honda en los Estados Unidos en el @1980s.
El Z50RD recibió el apodo "Especial de Navidad"—porque fue embarcado en diciembre de 1986, y tuvo una pegatina en su tanque de combustible que decía "Special"—y "Chrome Edition", después de su uso extenso del cromado. Luego de su presentación, no tuvo una venta rápida, pero por 2016, ha sido muy buscado por coleccionistas por su rareza. La guía de Asociación Nacional de comerciantes de automóviles  valoró un Z50RD en condición excelente en $9,385.

## Nota
a. La D en el nombre Z50RD se refiere a los comerciantes (dealers).